# Циганешти (Телеорман)
Циганешти (рум. Ţigăneşti) насеље је у Румунији у округу Телеорман у општини Циганешти. Oпштина се налази на надморској висини од 38 m.

## Становништво
Према подацима из 2002. године у насељу је живело 5590 становника.

### Попис2002.
| Расподела становништва по националности 2002.‍ | Расподела становништва по националности 2002.‍ | Расподела становништва по националности 2002.‍ | Расподела становништва по националности 2002.‍ | Расподела становништва по националности 2002.‍ |
| --------------------------------------------- | --------------------------------------------- | --------------------------------------------- | --------------------------------------------- | --------------------------------------------- |
|                                               |                                               |                                               |                                               |                                               |
| Румуни                                        | Румуни                                        |                                               | 5.383                                         | 96,3%                                         |
| Роми                                          | Роми                                          |                                               | 207                                           | 3,7%                                          |